# Dicranota robusta
Dicranota robusta är en tvåvingeart som beskrevs av Lundstrom 1912. Dicranota robusta ingår i släktet Dicranota och familjen hårögonharkrankar. Enligt den finländska rödlistan är arten nära hotad i Finland. Enligt den svenska rödlistan är arten otillräckligt studerad i Sverige. Arten förekommer i Götaland och Övre Norrland. Artens livsmiljö är älvar och åar. Inga underarter finns listade i Catalogue of Life.